# مبنى استوديو الشارع العاشر

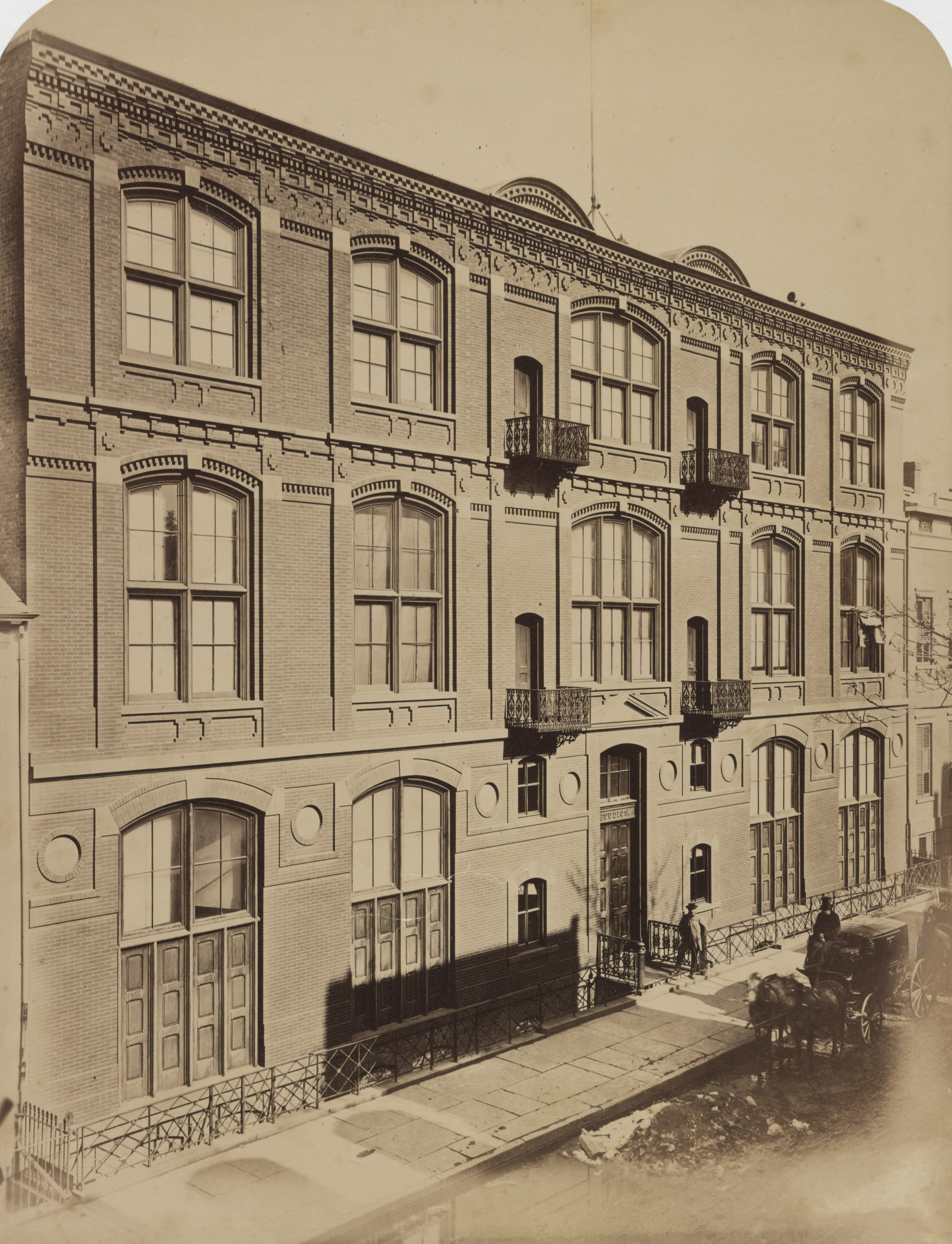
مبنى استوديو الشارع العاشر في 51 غرب الشارع العاشر بين الجادة الخامسة والسادسة في مدينة نيويورك، تم تصويره عام 1870

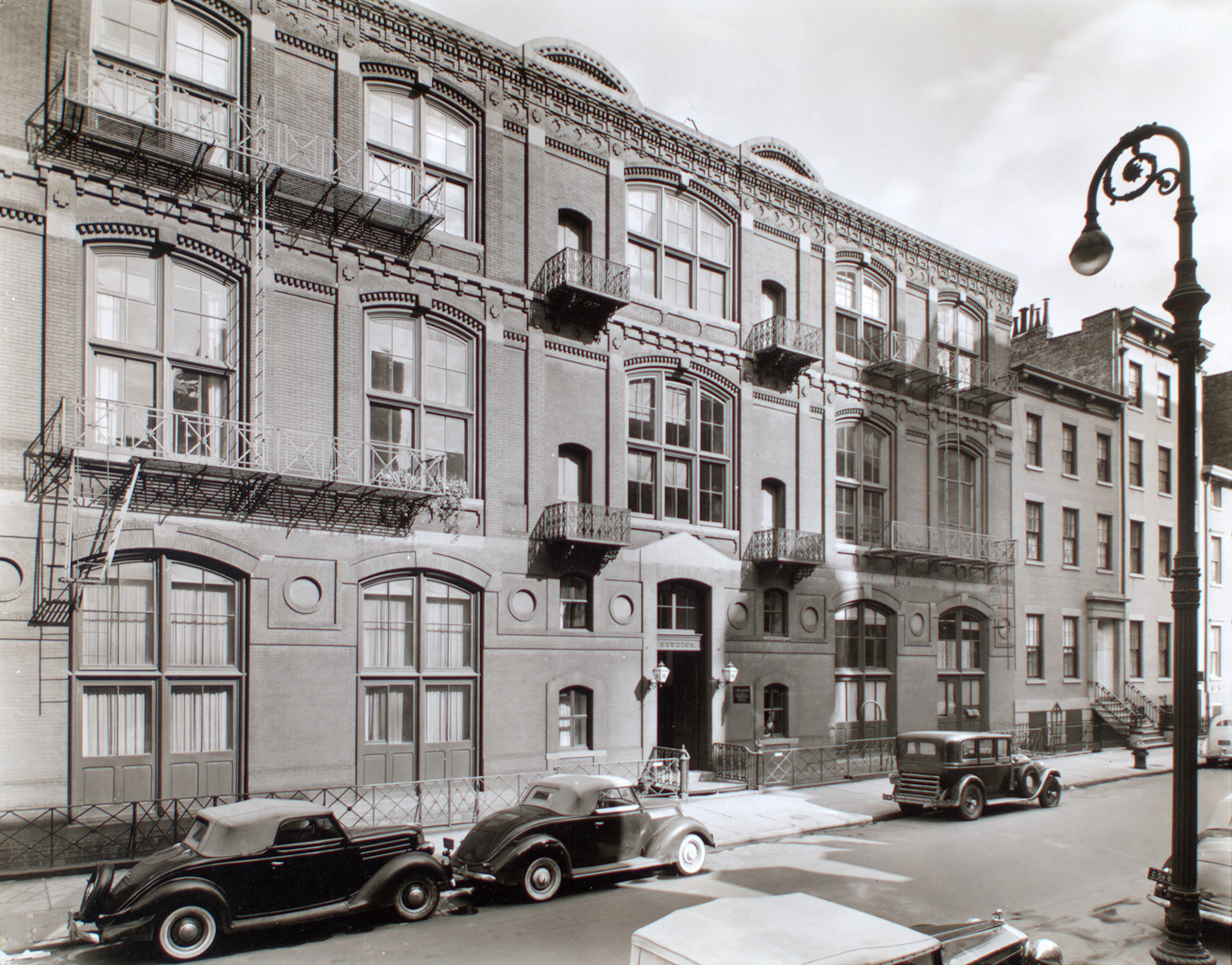
تم تصوير مبنى استوديو الشارع العاشر في عام 1938

كان مبنى استوديو الشارع العاشر، الذي شيد في مدينة نيويورك عام 1857، أول منشأة حديثة مصممة لتلبية احتياجات الفنانين. وأصبحت مركزًا لعالم الفن في نيويورك في نهاية القرن التاسع عشر.
يقع المبنى في 51 غرب شارع 10 بين الجادة الخامسة والسادسة في مانهاتن ، صممه المهندس المعماري الأمريكي ريتشارد موريس هانت. يضم معرضًا مركزيًا مقببًا تشع منه الغرف المترابطة. ويضم أول مدرسة معمارية في الولايات المتحدة.